# 宮崎県立日向工業高等学校
宮崎県立日向工業高等学校（みやざきけんりつひゅうがこうぎょうこうとうがっこう）は、宮崎県日向市大字平岩に所在する公立の工業高等学校。

## 概要

### 学科
- 機械科
  - 機械技術コース
  - ものづくり・ロボットコース
- 電気科
  - 電気コース
  - 電子・情報コース
- 建築科
  - 建築技術コース
  - 住環境コース

### 生徒数
- 342名（2010年度）
  - 機械科 - 114名
  - 電気科 - 118名
  - 建築科 - 110名

## 沿革
- 1961年4月1日 - 宮崎県立富島高等学校の教室を借りて創立。（機械科、電気科、工業化学科）
- 1962年7月30日 - 新校舎へ移転。
- 1964年4月1日 - 建築科を設置。
- 1996年4月1日 - 工業化学科の募集を停止。化学工業科を設置。
- 2006年4月1日 - 化学工業科の募集を停止。

## 部活動
- ソフトボール部
  - 平成21年度 第36回宮崎県高等学校総合体育大会 準優勝

## 学校行事
- 4月　入学式、オリエンテーション、PTA総会
- 5月　遠足、中間テスト、生徒総会、高校総体
- 6月　日工デー
- 7月　期末テスト、クラスマッチ、PTA親睦ミニバレー大会 、体験入学
- 9月　体育大会、インターンシップ
- 10月　中間テスト
- 11月　授業参観
- 12月　期末テスト、はまぐり祭（文化祭）
- 2月　修学旅行、学年末テスト
- 3月　卒業式、クラスマッチ

## 著名な卒業生
- 三浦政基 - （元プロ野球選手）
- 十屋幸平 - 日向市長・元宮崎県議会議員・元日向市議会議員

## アクセス
- JR日豊本線財光寺駅より徒歩21分。
- 南部ぷらっとバス -  日向工業高校前バス停で下車　徒歩1分。